# Edgar Dam
Edgar Dam är en dammbyggnad i Australien. Den ligger i kommunen Derwent Valley och delstaten Tasmanien, i den sydöstra delen av landet, omkring 81 kilometer väster om delstatshuvudstaden Hobart.
Trakten runt Edgar Dam är nära nog obefolkad, med mindre än två invånare per kvadratkilometer.. Det finns inga samhällen i närheten. Genomsnittlig årsnederbörd är 1 932 millimeter. Den regnigaste månaden är juli, med i genomsnitt 232 mm nederbörd, och den torraste är februari, med 84 mm nederbörd.